# Jessic Ngankam
Ngankam Jessic Gaïtan Ngankam (ur. 20 lipca 2000 w Berlinie) – niemiecki piłkarz kameruńskiego pochodzenia występujący na pozycji napastnika w niemieckim klubie Hertha BSC, którego jest wychowankiem. Młodzieżowy reprezentant Niemiec.